# Stellingwerff/Theunissen

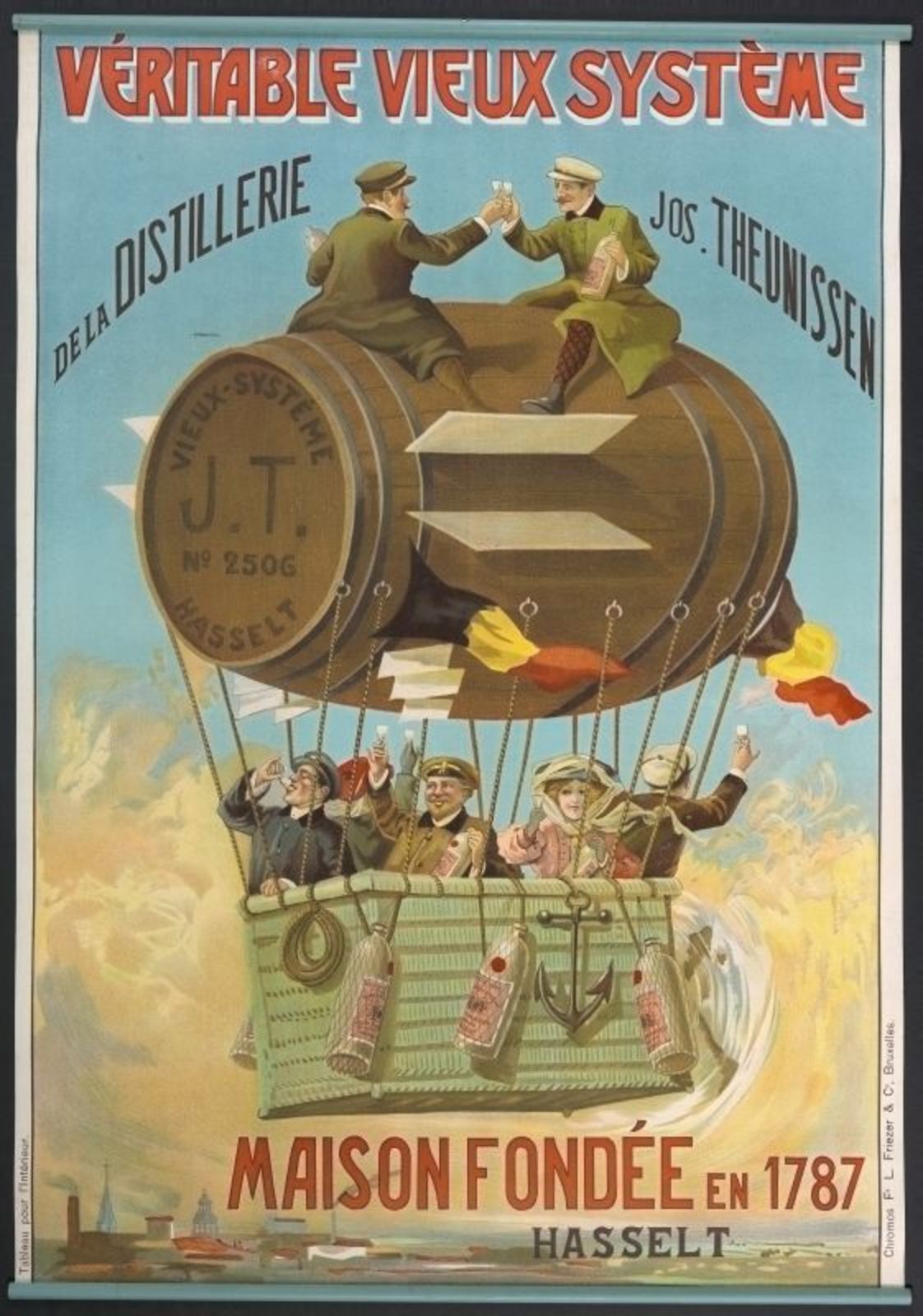
Affiche voor stokerij Joseph Theunissen, 1910.

De voormalige stokerij Stellingwerff/Theunissen in de Witte Nonnenstraat in Hasselt huisvest sinds 1987 het Jenevermuseum in Hasselt. De stokerij lag langs de Nieuwe Demer waar de meeste Hasseltse stokerij in de 18de eeuw geconcentreerd lagen en grensde aan het begijnhof van Hasselt.

## Geschiedenis
Oorspronkelijk was de stokerij een kloosterhoeve van de Franciscanessen-Penitenten, in de volksmond gekend als de witte nonnen, die aan de overkant van de straat hun klooster Sint-Catharinadal bezaten. 

### Stellingwerff
Tijdens de Franse bezetting werden de kloostergoederen verbeurd verklaard en verkocht. In 1803 kocht Jean Antoine Séraphin Bamps (1776-1842) de hoeve en richtte er een jeneverstokerij in. Enkele jaren later, in 1807, verkocht hij de hoeve met brandewijnstokerij aan tabaksfabrikant en -handelaar Leo Vaesen. Hij baatte de stokerij uit tot aan zijn dood in 1822.
Na zijn dood ging de stokerij via zijn zus Maria-Catherina Vaesen, weduwe van Guillaume Joseph Stellingwerff (1763-1814) over naar de familie Stellingwerff. Zij woonde er samen met haar broer-priester Nicolaas Gerard. Zij voerden een aantal belangrijke verbouwingswerken uit: het woonhuis werd in de stokerijvleugel aangebracht en verhoogd met een bouwlaag en een zolderverdieping.
Na de dood van Maria-Catherina in 1843 erfde haar zoon Adam Nicolaas Leon Stellingwerff (1798-1876) de stokerij. Hij baatte de stokerij samen met zijn broer Leon Joseph Victor (1805-1888). In 1850 kreeg de stokerij haar huidige uitzicht: een neoclassicistische voorgevel met een centrale poort.
Bij de dood van Adam in 1876 zette Leon Joseph Victor, samen met zijn neven Victor Guillaume Gustave en Leon Hubert Joseph de stokerij verder. Na de dood van Leon Joseph Victor in 1890 verkochten de twee neven de stokerij aan Godfried Vanrusselt en Paul Jozef Theunissen.

### Theunissen
In 1891 verkocht Vanrusselt zijn aandelen aan Jean Leonard Brauns die zich tot 1904 associeerde met Theunissen. Na 1904 werkte Theunissen alleen verder. In 1912 werd één van de ossenstallen omgebouwd tot een likeurfabriek. Na de dood van Paul Jozef Theunissen in 1927 volgden de zonen Léon en Joseph Theunissen hun vader op. 
Tot aan de Tweede Wereldoorlog werd er graanalcohol gestookt. Vanaf de Tweede Wereldoorlog tot rond 1965 werden er enkel nog op beperkte schaal likeuren gemaakt. In de jaren 1970 geraakten de gebouwen steeds meer in verval.

## Jenevermuseum
Op 21 augustus 1975 werden de gebouwen van de voormalige stokerij Stellingwerff/Theunissen bij koninklijk besluit als eerste industrieel-archeologisch monument in Vlaanderen beschermd. Enkele jaren later, in 1979, kocht het Hasseltse stadsbestuur de gebouwen met de bedoeling er een museum in onder te brengen. De restauratie, gerealiseerd met Europese, provinciale en rijkstoelagen, startte in het voorjaar 1983 en werd in juli 1987 voltooid zodat op 16 september van datzelfde jaar het museum zijn deuren opende.